# Einin
Einin (japanska: 永仁?, Einin), 5 augusti 1293–24 april 1299, är en period i den japanska tideräkningen. Kejsare var Fushimi och Go-Fushimi. Shogun var prins Hisaaki. Namnet på perioden hämtades från ett citat ur Jinshu.
Perioden har gett namn åt Einin-förordningarna, en samling lagar från shogunatet som framför allt berörde shogunens vasaller. En skandal med misstänkt förfalskat porslin från einin-perioden uppdagades 1959 och kallades då einin-kruk-skandalen.